# Simona Molinari
Simona Molinari (Napoli, 23 febbraio 1983) è una cantante italiana prevalentemente dedita al jazz e allo swing.
Ha vinto due Targhe Tenco come miglior interprete per i dischi Petali (2022) e Hasta siempre Mercedes (2024).

## Biografia

### Gli studi e l'attività teatrale
Nata a Napoli, ma cresciuta all'Aquila, Simona Molinari si avvicina al mondo della musica sin da giovanissima, iniziando a studiare canto all'età di otto anni, per poi concentrarsi dapprima sulla musica leggera e sul jazz, e in seguito sulla musica classica, fino a raggiungere il diploma al conservatorio Alfredo Casella dell'Aquila..
Dopo alcuni anni trascorsi cantando nei piano bar italiani, nel 2006 partecipa al Premio 25 aprile, ottenendo il riconoscimento come Miglior cantante.
Nel 2007 inizia a collaborare con il produttore Carlo Avarello, dando corso a un progetto rivolto al jazz-pop. Nello stesso anno esordisce anche in campo teatrale, collaborando ad alcuni progetti firmati dal compositore e autore Davide Cavuti con protagonisti gli attori italiani Michele Placido, Edoardo Siravo e Caterina Vertova.
Inoltre, nel 2007 è interprete della versione italiana del musical Jekyll & Hyde, il cui cast include anche Giò Di Tonno.
In un'intervista del 31 gennaio 2013 a Citofonare Cuccarini la Molinari afferma che un'artista a cui si è sempre ispirata fin da piccola è Giorgia.

### Sanremo 2009 e l'esordio discografico conEgocentrica
Nel dicembre 2008 si aggiudica la vittoria del concorso Sanremolab, ottenendo così la partecipazione al Festival di Sanremo 2009. Il brano con il quale la cantante gareggia nella categoria Proposte è Egocentrica, che nel corso della terza serata viene interpretato in duetto con Ornella Vanoni. La canzone, oltre a diventare il singolo di debutto di Simona Molinari, viene inserita nell'album Egocentrica, pubblicato il 20 febbraio 2009. Dal disco viene estratto anche il secondo singolo Nell'aria, scritto in collaborazione con Giò Di Tonno.
A poche settimane dal terremoto dell'Aquila del 2009, la Molinari registra con il pianista classico Nazzareno Carusi il singolo Ninna nanna, venduto in allegato al quotidiano Libero con lo scopo di raccogliere fondi a sostegno delle popolazioni colpite dal sisma. Nel 2011 il brano viene anche inserito nell'album Petrolio di Nazzareno Carusi.
A pochi mesi di distanza dalla pubblicazione del singolo, la cantante partecipa ad un'altra iniziativa con le stesse finalità: il 21 giugno 2009 è infatti una delle protagoniste di Amiche per l'Abruzzo, concerto evento allo stadio San Siro di Milano. La registrazione dell'esibizione viene inclusa nel DVD Amiche per l'Abruzzo, pubblicato ad un anno di distanza dall'evento omonimo.
Nel frattempo, il primo singolo di Simona Molinari, Egocentrica, viene inserito tra i sei finalisti della seconda edizione del Premio Mogol. Inoltre, il 25 luglio 2009, riceve il Premio Lunezia Nuove Stelle per il valore musical-letterario del suo album d'esordio, mentre il 24 settembre 2009 condivide il palco del Premio Carosone con il cantautore Vinicio Capossela.

### Croce e delizia, il secondo album
A giugno 2010 Simona Molinari torna a collaborare con Ornella Vanoni, che partecipa al suo singolo Amore a prima vista. La canzone riesce a raggiungere il decimo posto nella Top Singoli.
Amore a prima vista viene poi incluso nel secondo album della cantante, Croce e delizia, pubblicato il 22 giugno 2010. Oltre al duetto con Ornella Vanoni l'album contiene la partecipazione di Fabrizio Bosso e dei Solis String Quartet.
Nel maggio 2010 Simona Molinari viene premiata come miglior Giovane Artista ai Wind Music Awards. A luglio dello stesso anno, inoltre, la cantante riceve per la seconda volta il Premio Lunezia, assegnatole questa volta nella categoria Jazz d'autore per il brano Amore a prima vista. Nello stesso anno, la Molinari è impegnata con un tour asiatico protrattosi poi anche nel 2011 che fa tappa al Grappa’s Cellar di Hong Kong, a Macao ed al Brown Sugar di Shanghai.. Ulteriori concerti sono svolti a Parigi, Montreal, Pechino, Ginevra e Rio de Janeiro ed al Blue Note di Tokyo.

### Tua, il terzo album
Il 28 maggio 2011, nell'ambito dei Wind Music Awards, riceve il Premio Confindustria Cultura Italia FIMI, AFI e PMI.
Nell'occasione la cantante presenta in anteprima il singolo Forse, realizzato in collaborazione con il jazzista di Hong Kong Danny Diaz.
Il singolo è seguito da In cerca di te, reinterpretazione in coppia con Peter Cincotti di Perduto amore, brano del 1945 di Eros Sciorilli e Gian Carlo Testoni.
Sia Forse che In cerca di te figurano nel terzo album della cantante, Tua, uscito il 18 ottobre successivo.
Il lavoro prende il nome dal brano omonimo del 1959 di Bruno Pallesi e Walter Malgoni portato all'epoca al successo da Mina, Tonina Torrielli e Jula de Palma e vede la partecipazione di artisti di fama internazionale come Danny Diaz e Dado Moroni.

### Sanremo 2013 e il quarto album,Dr. Jekyll Mr. Hyde
Partecipa al Festival di Sanremo 2013 in coppia con Peter Cincotti insieme al quale presenta Dr. Jekyll Mr. Hyde e La felicità; il primo dei due brani è un inedito postumo di Lelio Luttazzi, scomparso due anni e mezzo prima, e del paroliere Alberto Zeppieri.
Nella prima serata del festival viene scelto il brano La felicità, successivamente classificatosi al 13º posto finale, che viene certificato disco d'oro.
Il 14 febbraio 2013 esce il quarto album, Dr. Jekyll Mr. Hyde, anch'esso realizzato con la collaborazione di altri gruppi e artisti quali il gruppo torinese The Sweet Life Society, ancora Cincotti, Gilberto Gil, Roberto Gatto e quella particolare con il pianoforte proprio dello stesso Lelio Luttazzi. Dr. Jekyll raggiunge la 16ª posizione della classifica FIMI Album. Nell'agosto 2013 partecipa al festival musicale dedicato alla storia della musica napoletana "Napoli prima e dopo" con il brano Maruzzella.
Nel dicembre 2013 si esibisce al Blue Note di New York per presentare il suo nuovo lavoro discografico. Nel 2014 è di nuovo a Sanremo ma come ospite nel ruolo di accompagnatrice del cantante in gara Renzo Rubino nella serata Sanremo Club, in cui interpreta Non arrossire di Giorgio Gaber. Nel marzo 2014 si esibisce a Mosca nel Club Manon e al Teatro Estrade. Nello stesso anno partecipa al musical JesusChrist Superstar interpretando il ruolo di Maria Maddalena ed è ospite fissa del programma condotto da Massimo Ranieri su Rai 1 Sogno e son Desto.
Sempre nel 2013 scrive e interpreta il brano Fidati di Me, sigla iniziale della serie televisiva I Delitti del Barlume.

### Casa Mia, il quinto album
Il 4 dicembre 2015 esce il quinto album della cantante, Casa mia, che debutta alla posizione 28 della classifica album Fimi. Nel 2015 è impegnata nel tour Loving Ella, omaggio alla carriera di Ella Fitzgerald. Nel 2016 il brano Coincidences viene inserito nella colonna sonora del film diretto da Fabio De Luigi Tiramisù. Nell'estate 2017 è ospite a Umbria Jazz.
Dall'ottobre 2018 prende parte al programma CR4 - La Repubblica delle Donne, condotto da Piero Chiambretti su Rete 4, in qualità di ospite musicale fisso. Lo stesso anno esce il singolo Maldamore.
Secondo quanto dichiarato nel 2022, il contratto con la Warner è stato risolto e ha subìto un allontanamento deliberato dalla scena musicale dopo la maternità del 2015 ("mi è stato fatto capire chiaramente che il fatto che fossi madre mi rendeva discograficamente meno interessante. Come se una cosa condizionasse l'altra").

### Sesto album:Petali
Nel 2020 accompagna Raphael Gualazzi a Sanremo durante la serata dei duetti e cover interpretando E se domani.
Dal 2021, dopo sei anni di pausa dall'ultimo disco (otto dall'ultimo album inedito) sono entrati in rotazione radiofonica i singoli Davanti al mare, Tempo da consumare (canzone esclusa dal Festival di Sanremo 2022) e Lei balla sola (gli ultimi due scritti dall'autore Fabio Ilacqua), rilasciati rispettivamente il 24 settembre 2021, 28 dicembre 2021 e il 4 marzo 2022, contenuti nel nuovo album di inediti dal titolo Petali uscito il 1º aprile. In seguito è uscito anche Come un film.
Nell'autunno 2022 il disco le vale la consegna della Targa Tenco nella categoria miglior interprete.